# 金旻奎 (2001年)
金旻奎（： Kim Min Kyu，2001年3月12日—），正名前譯為金敏圭，韓國男演員、歌手。2019年在Mnet選秀節目《PRODUCE X 101》中，以8個月的演員練習生首次亮相，粉絲名(무민단)以無條件支持旻奎之意而命名，為無旻團、姆明團。活躍於廣告和雜誌中，曾擔任節目《THE SHOW》的主持人，並於網路劇《漫撕男女》以演員身分初登場。

## 生平
金旻奎，天空的「旻」、星星的「奎」。高中二年級時通過了Jellyfish娛樂試鏡，成為一名演員練習生。在8個月的練習生時期，參加了Mnet選秀節目《PRODUCE X 101》，於第1集播出後，且在實時搜索查詢中排名第一。同時在首集獲得第一的成績，除了在第8集意外名次下降為第10，其餘都在穩定前5，雖然他一路晉級至最後一輪，但最終未能出道。
7月23日開通個人Instagram，以高人氣在短短一天吸引30萬粉絲追蹤，8月25日在韓國舉辦了首場粉絲見面會，並以超高人氣在短時間內票房售罄，證實韓國極高的人氣。11月9日於泰國和11月16日於台灣，展開海外粉絲見面會，帶給粉絲不一樣的驚喜和成長。
現為BANILACO和BANG BANG官方代言人，活躍於廣告和雜誌中，並且在PINK FESTA初次挑戰主持人身分。曾為THE SHOW主持人，於2021年2月2日結束主持，並在網路劇《漫撕男女》挑戰男主角千南旭一職。

## 影視作品

### 綜藝節目

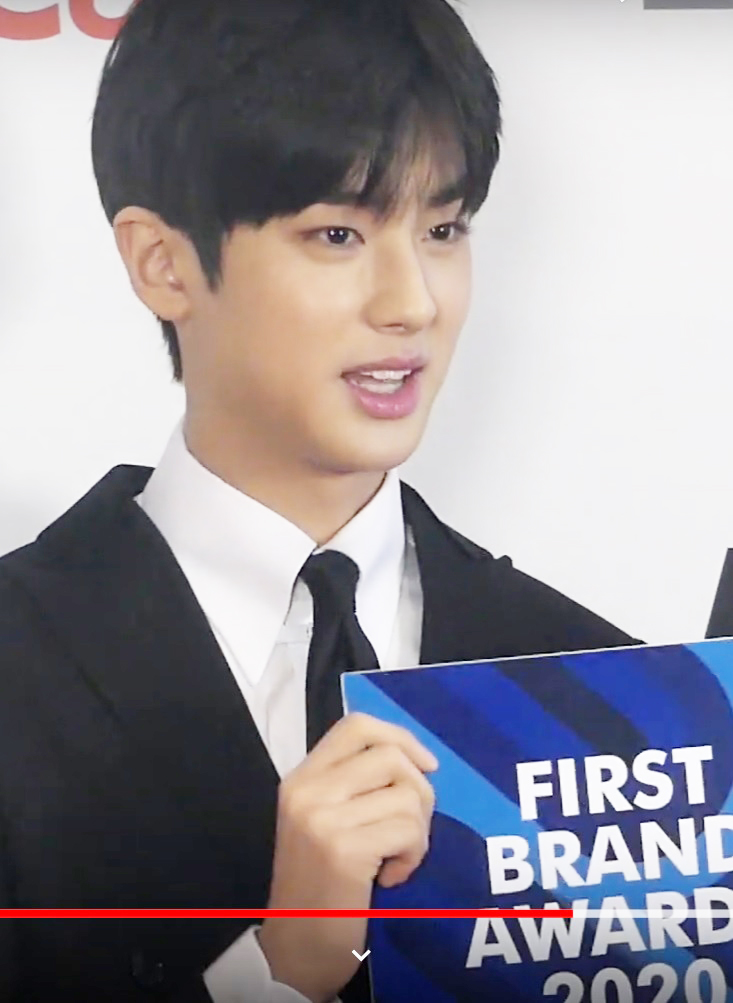
2020 FirstBrandAward hotrookies 獲獎

| 播放日期                    | 電視台          | 節目名稱                        | 集數     | 備註       |
| 2019年5月3日－7月19日       | Mnet            | 《PRODUCE X 101》               | E01－E12 |            |
| 2019年12月24日－12月31日    | MBC             | 《Pink Festa》                  |          | MC         |
| 2020年2月11日－2021年2月2日 | SBS             | 《THE SHOW》                    | E01－    | MC         |
| 2020年3月16日－6月2日       | KBS Media/seezn | 《友情S的insider tour like it》 | E01－24  | 每周一、二 |

### 電視劇
| 年份 | 製作            | 劇名                             | 角色     | 備註 |
| 2020 | Playlist Studio | 《漫撕男女》                     | 千南昱   | 主演 |
| 2020 | MBC every1      | 《戀愛雖然麻煩，但更討厭孤獨！》 |          | 客串 |
| 2021 | JTBC            | 《IDOL：The Coup》               | 徐智韓   | 主演 |
| 2022 | WAVVE           | 《戀愛的季節》                   | 李載敏   | 主演 |
| 2022 | Netflix         | 《閃耀國度》                     | 沈道英   | 配角 |
| 2023 | tvN             | 《大指揮家：弦上的真相》         | 金泰浩   | 配角 |
| 2024 | MBN             | 《世子消失了》                   | 都城大君 | 主演 |
| 2025 | Wavve、Netflix  | 《清潭國際高等學校2》            | 車振旭   | 主演 |
| 2025 | tvN             | 《初次，為了愛》                 | 柳寶賢   | 主演 |

### 电影
| 年份   | 片名           | 角色 | 備註 |
| 2024年 | 《自己的房间》 | 宇宙 | 主演 |

## 見面會與其他演出

### 粉絲見面會

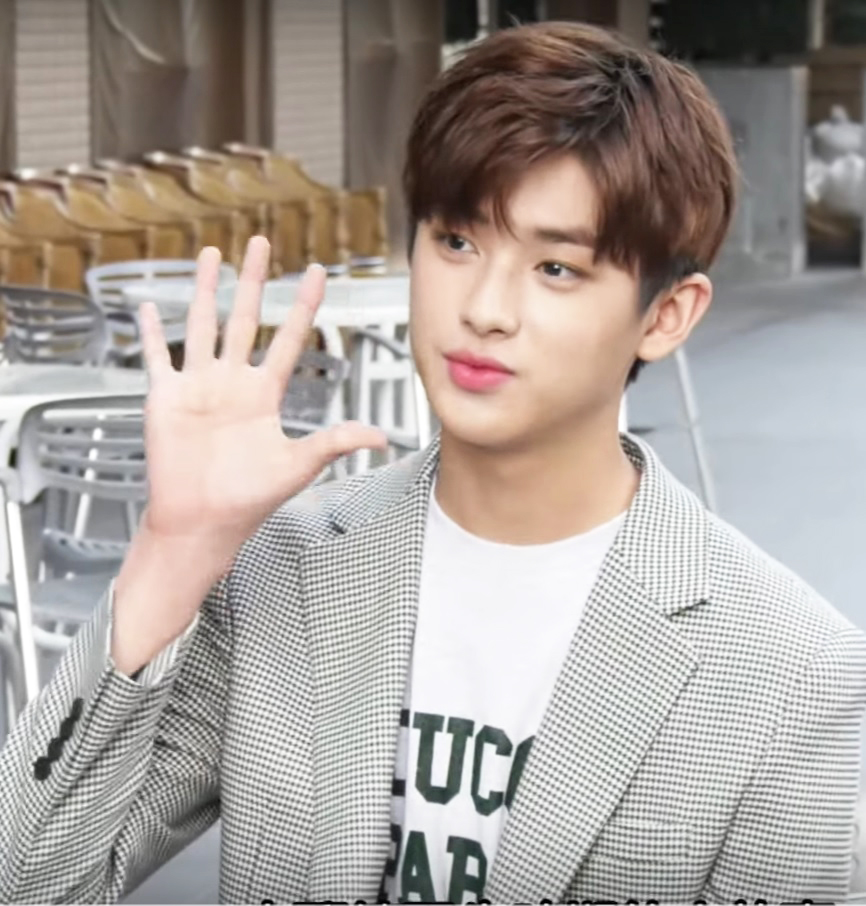
十九歲旻奎，台灣見面會

| 日期           | 名稱                                                | 城市 |
| 2019年8月25日  | 열아홉, 민규                                        | 首爾 |
| 2019年11月9日  | KIM MIN KYU 1st FANMEETING TOUR [Nineteen, MIN KYU] | 曼谷 |
| 2019年11月16日 | KIM MIN KYU 1st FANMEETING TOUR [Nineteen, MIN KYU] | 台北 |
| 2019年12月24日 | KIM MIN KYU 1st FANMEETING TOUR [Nineteen, MIN KYU] | 日本 |

### 簽售會
| 日期          | 名稱                     | 地點 | 備註                 |
| 2019年12月7日 | BANILACO 之 CURLY STUDIO | 首爾 | 新項目睫毛膏抽選活動 |

## 獎項榮譽
| 年份 | 頒獎典禮               | 獎項               | 作品   | 結果 | 備註          |
| 2019 | 2020韓國第一屆品牌大賞 | idol類 hot新人部門 | 不適用 | 獲獎 | [ 11 ] [ 12 ] |
| 2024 | 第22屆年度品牌大賞     | 新人男演員獎       | 不適用 | 獲獎 | [ 13 ]        |

## 外部連結
- 金旻奎的Instagram帳戶
- 金旻奎的X（前Twitter）
- 金旻奎的官方cafe （页面存档备份，存于）